# ウィッキングベッド
ウィッキングベッドは、オーストラリアの発明家コリン・オースティンによって考案された、水が不足している乾燥した地域で使用される農業用灌漑システムである。屋外の畑や園芸用コンテナでの使用に加え、屋内(温室など)でも使用することができる。
このシステムの目的は、分解する有機物で満たされた地中貯水層と蒸発プロセスを利用することで、従来の灌漑よりも約50%少ない水で食料生産を増やすことである。
灌漑システムでありながら（雨水タンクとフロートバルブによる自動補充機能も装備可能）、比較的ローテクなものである。
地上灌漑と比較して水の使用量を最大 80% 削減できる リサイクルされたプラスチック製の吸湿「セル」などのウィッキングベッド製品が市販されている。

## 利点
ウィッキングベッドにはいくつかの利点 があり、その多くは水が下方から上方に移動することによって生じる。

### 水の効率
下から散水するため、上から散水する方法よりも蒸発が少なくなり、通常の散水方法と逆であるため、大幅な節水が可能である。

### より深い根
植物の根は水分を求めるため、しばしば深い水やりが推奨される。ウィッキングベッドは、根が下に向かうことを促し、植物がより安定し、健康的になり、表面が乾いても水不足になりにくくなる。

### 真菌症の減少
正しく構築されたウィッキングベッドの表面は、雨が直前に降っていない限り、通常は乾燥している。そのため、表面真菌の問題が少ない。これは、キュウリ、トマト、カボチャなど、真菌感染症にかかりやすい野菜に対して特に都合が良い。

### 表面害虫の駆除
ナメクジ、カタツムリなどの軟体動物は、湿った面を好むので、ウィッキングベッドに簡単に定着できず、植物間を簡単に移動できない。

### 栄養の保持
可溶性肥料は土壌を通って地下水面に流れ出すことがよくある。しかし、ウィッキングベッドでは、これらは地中貯水層に保持され、土壌を通して再び吸収される。従って、必要な肥料が少なくなる。

## 短所

### 深く根をはる植物 / 外来植物
水は培養土に300〜 400 mmしか吸い上げられない。これは野菜やその他の比較的根が浅い植物には最適であるが、より深い根のあるものには適していない。低木、樹木など、延びた根構造を持つものは、ウィッキングベッドでの栽培は有効とは限らない。

### 塩分濃度
ウィッキングベッドには塩分が蓄積する可能性があるため、時々洗い流す必要がある。適切に作られた排水が良好なベッドは、通常、塩分が大雨で水に流されたり薄められたりするので問題にならない。ただし、長期的な干ばつでは、時々水を流すことが重要である。

### 嫌気性分解
ウィッキングベッド内の水と土壌の間に空気が通る隙間を設ける（その面積の5〜 10% だけを吸湿のために使う）ことが重要である。これにより、土壌が過度に湿ることがなく、臭気が伴う嫌気性分解の発生を防ぐことができる。作り方が良くなければ、地中貯水層に有機物が存在する可能性もあり、それにより同じ現象が起こりうる。土壌の良性を保つために、培養土の下部領域に木炭の使用が勧められる。

### コスト/労力
ウィッキングベッドを設置するには初期費用が比較的高いが、大体において収量はその分以上に多くなり、メンテナンスの頻度ははるかに少ない。